# Gale Hansen
Gale Hansen (nascido em 1969) é um ator norte-americano mais conhecido pelo seu papel de Charlie Dalton em Sociedade dos Poetas Mortos.

## Filmografia
- Beyond Belief: Fact or Fiction .... Guarda de Segurança (1 episódio, 1998)
- Assassinato por Escrito .... Arnold Wynn / ... (1 episódio, 1994)
- Class of '96 .... Samuel 'Stroke' Dexter (17 episodes, 1993)
- Shaking the Tree (1992) .... Sully
- Double Vision (1992) (TV) .... Michael
- The Finest Hour (1991) .... Dean Mazzoli
- Under Surveillance (1991)
- Sociedade dos Poetas Mortos (1989) .... Charlie Dalton ('Nuwanda')
- Zelig (1983) .... Freshman #1